# 에너미 라인스 3
《에너미 라인스 3》(Behind Enemy Lines: Colombia)는 2009년 공개된 미국의 전쟁 영화이다.

## 출연

### 주연
- 조 맨가니엘로
- 켄 앤더슨
- 채넌 로
- 얀시 아리아스

### 조연
- 크리스 J. 존슨
- 안토니 마토스
- 키스 데이빗
- 제니스 푸엔티스
- 스티븐 바우어
- 팀 매더슨
- 아니발 O. 르라스
- 레이 헤르난데즈
- 로이 산체즈 바하몬데즈
- 페르난도 알렌드
- 제프 몰도번
- 조나단 프렛
- 제프리 M. 리브스
- 브라이언 테스터

## 기타
- 미술: 존 핸슨
- 의상: 글라디리스 실바
- 배역: 제이슨 L.  우드